# Петров, Иван Фёдорович (генерал-майор)
Иван Фёдорович Петров (1915—2007) — генерал-майор КГБ СССР.

## Биография
Иван Петров родился 15 декабря 1915 года в городе Таруса (ныне — Калужская область). Окончив среднюю школу, работал сначала слесарем на фабрике, затем инструктором ДСО «Спартак» в Москве. С 1936 года занимал должности ответственного секретаря Амурского облсовета ДСО «Спартак» и «Старт», заместителя председателя Амурского областного комитета физической культуры и спорта. В 1937—1940 годах служил в Рабоче-крестьянской Красной Армии.
В годы Великой Отечественной войны Петров работал секретарём Нижнеамурского обкома комсомола, а позднее — первым секретарём Хабаровского крайкома комсомола. В 1953—1956 годах занимал должность первого секретаря Чукотского окружного комитета КПСС. Окончил Высшую партийную школу при ЦК КПСС.
В 1956 году был направлен на работу в органы КГБ СССР. Начинал работать в Управлении КГБ СССР по Алтайскому краю, дослужился до должности его начальника. В 1967—1973 годах Петров руководил Управлением КГБ СССР по Хабаровскому краю, а в 1973—1983 годах — Управлением КГБ СССР по Смоленской области. Ушёл на пенсию в звании генерал-майора.
Скончался 12 сентября 2007 года, похоронен на Новом кладбище Смоленска.
Почётный сотрудник госбезопасности. Награждён орденами Ленина, Красного Знамени, Отечественной войны 2-й степени, Трудового Красного Знамени, рядом медалей.